# Трифторосульфат брома
Трифторосульфат брома — неорганическое соединение
брома, серы, фтора и кислорода с формулой Br(SO3F)3,
светло-жёлтое вещество.

## Получение
- Реакция брома и избытка пероксидисульфурила:

{\displaystyle {\mathsf {Br_{2}+3S_{2}O_{6}F_{2}\ {\xrightarrow {}}\ 2Br(SO_{3}F)_{3}}}}

## Физические свойства
Трифторосульфат брома образует светло-жёлтое вещество.